# Rory Sutherland (Radsportler)
Rory Sutherland (* 8. Februar 1982 in Canberra) ist ein ehemaliger australischer Radrennfahrer.

## Karriere
Sutherland fuhr von 2001 bis 2004 bei der Nachwuchsmannschaft von Rabobank. In seinem erfolgreichsten Jahr 2004 wurde er australischer Meister im Straßenrennen der U23-Klasse und gewann jeweils eine Etappe bei der Thüringen-Rundfahrt und bei der Olympia’s Tour. 2004 siegte er im Eintagesrennen Flèche Hesbignonne-Cras Avernas. 2005 wechselte er dann zur Profimannschaft. Bei der Dänemark-Rundfahrt wird er im selben Jahr Gesamtdritter und gewinnt die Nachwuchswertung.
Ende des Jahres 2005 wurde bekannt, dass Sutherland während der D-Tour positiv auf Doping getestet wurde. Rabobank suspendierte ihn mit sofortiger Wirkung und er wurde ab dem 21. Dezember 2005 für 15 Monate gesperrt.
Ab 2007 fuhr Sutherland für US-amerikanische Teams und bestritt vor allem kleinere Rennen in den USA. So gewann er drei Mal den Nature Valley Grand Prix. 2012 entschied er die Gesamtwertung der UCI America Tour für sich. Im Jahr darauf wechselte er zu Tinkoff-Saxo und zwei Jahre später zu Movistar. In der Folge startete er mehrfach beim Giro d’Italia und bei der Vuelta a España. Zum Jahr 2018 wechselte er zu UAE Team Emirates und hatte seinen ersten Einsatz als Domestik bei der Tour de France. Ende 2020 beendete er seine aktive Radsportlaufbahn.

## Erfolge
2004
- eine Etappe Giro d’Abruzzo
- eine Etappe Internationale Thüringen Rundfahrt
- Haspengouwse Pijl
- Australischer Meister – Straßenrennen (U23)

2008
- Gesamtwertung und eine Etappe Nature Valley Grand Prix

2009
- Gesamtwertung Nature Valley Grand Prix

2010
- Gesamtwertung Nature Valley Grand Prix

2012
- Gesamtwertung und eine Etappe Tour of the Gila
- Gesamtwertung Tour de Beauce
- eine Etappe Tour of Utah
- eine Etappe USA Pro Cycling Challenge
- Gesamtwertung UCI America Tour

2017
- Vuelta a La Rioja

## Grand-Tour-Platzierungen
| Grand Tour            | 2005 | 2006 | 2007 | 2008 | 2009 | 2010 | 2011 | 2012 | 2013 | 2014 | 2015 | 2016 | 2017 | 2018 | 2019 | 2020 |
| --------------------- | ---- | ---- | ---- | ---- | ---- | ---- | ---- | ---- | ---- | ---- | ---- | ---- | ---- | ---- | ---- | ---- |
| Giro d’ItaliaGiro     | 108  | –    | –    | –    | –    | –    | –    | –    | 97   | –    | –    | 80   | –    | –    | –    | –    |
| Tour de FranceTour    | –    | –    | –    | –    | –    | –    | –    | –    | –    | –    | –    | –    | –    | 106  | –    | –    |
| Vuelta a EspañaVuelta | –    | –    | –    | –    | –    | –    | –    | –    | –    | –    | 139  | 130  | 108  | –    | –    | 129  |